# Philonotis corticata
Philonotis corticata là một loài rêu trong họ Bartramiaceae. Loài này được H.A. Crum & D.G. Griffin mô tả khoa học đầu tiên năm 1981.